# لوبوش هانزل
لوبوش هانزل (بالسلوفاكية: Ľuboš Hanzel)‏ (مواليد 7 مايو 1987 في زافار) لاعب كرة قدم سلوفاكي دولي يجيد اللعب في خط الدفاع . يلعب حاليا لصالح نادي سبارتاك ترنافا السلوفاكي منذ 2004 .

## روابط خارجية
- لوبوش هانزل على موقع الاتحاد الدولي (مؤرشف)  (الإنجليزية)
- لوبوش هانزل على موقع قاعدة بيانات كرة القدم.إي يو (الإنجليزية)
- لوبوش هانزل على موقع بيانات كرة القدم. دي إي (الألمانية)
- لوبوش هانزل على موقع ناشيونال فوتبول تيمز (الإنجليزية)
- لوبوش هانزل على موقع Soccerway.com (الإنجليزية)
- لوبوش هانزل على موقع عالم كرة القدم.نت (الإنجليزية)